# Colom nas de xot

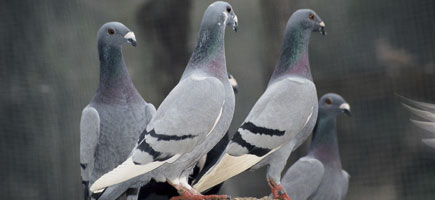

El colom nas de xot o manacorí, és un colom de vol. La seva grandària és mitjana, té un posat vertical i estirat, amb un pit ample, fets aquests que li donen l'aparença d'animal fort.

## Orígens
Segons els autors que han estudiat aquest tipus de colom, el nas de xot és un exponent mallorquí del grup de coloms de vol que es criaven per tot el litoral mediterrani espanyol, i que a finals del segle xix foren a poc a poc desplaçats per tipus de coloms missatgers, procedents de països del centre i nord d'Europa, la qual cosa va ocasionar que les races primitives quedassin reduïdes a agrupacions de coloms de vol molt locals, com sembla que n'és el cas. Se'l coneix també a Mallorca com a colom manacorí. El mes de gener de 2003 la Federació Balear de Columbicultura n'aprovà l'estandard.

## Característiques morfològiques
El cap és proporcionat al cos i presenta una nota diferencial amb les altres races, ja que el seu perfil superior uneix amb una línia convexa el clatell i el bec, detall aquest molt vistós, i que dona nom a la raça, a causa de la semblança amb el perfil de la cara dels mascles ovins. El bec, gruixat i de grandària mitjana, té el perfil superior que fa conjunt amb la corba del cap, i el seu color, que pot ser fosc, clar o una part de cada, depèn del color del plomatge. Les carúncules són llises i en forma de cor. Els ulls són grossos i tenen l'iris de color vermell, que es torna més fosc en els coloms de colors clars, mentre que en els de color blanc o pintats, l'iris és negre. El rivet ocular té una mica de relleu i el color clar, del mateix to que el plomatge.
El coll és llarg, gruixat i vertical; el pit és ample i prominent, i l'esquena, ampla i inclinada. Les ales, que són fortes i gruixades, estan sempre ben aferrades al cos, les porta sempre damunt la coa i no li arriben al final. La coa és de longitud mitjana, amb 12 plomes, i sempre en posició inclinada per davall de l'horitzontal, seguint la línia de l'esquena. Els tarsos són alts i un poc separats, de color vermell clar, igual que els dits, que tenen les ungles del mateix color que el bec.
El plomatge és suau al tacte i està ben aferrat al cos. Els criadors admeten tots els colors, però els més apreciats són el blau, amb els tons cendrós o marí, el blau favat, el melat, el roig favat, el cap-pic, el gris o gaví, el blanc coa negre o cendrosa, etc.
El pes mitjà dels animals oscil·la entre els 350 i 400 grams, i la longitud total, de la punta de la quilla a l'extrem de la coa, és de 23 cm, mentre que la longitud de l'ala és de 23 cm i l'envergadura entre puntes de les ales, de 66 cm.
La selecció del colom nas de xot està orientada fonamentalment al vol, però la gran varietat de colors, motivada inicialment per a diferenciar els animals d'un criador dels altres esbarts en vol quan es mesclen, i el seu aspecte vistós, són motius suficients per a convertir-lo en au d'exposició. Les creixents dificultats per a fer volar els animals han motivat que aquesta raça estigui localitzada a indrets molt específics, on roman una autèntica afecció en aquest esport.